# シーラーフ
シーラーフ（ペルシア語: سیراف、Sīraf）は、イランのブーシェフル州キャンガーン郡に存在した都市。ペルシア語で「港」を意味するバンダル（Bandar）の語を付けたバンダレ・シーラーフ（Bandar-e Sīraf）とも書かれる。ペルシア湾北岸のイランのブーシェフル州に含まれる区域に位置する。シーラーフの遺跡はブーシェフルの東220km、バンダレ・アッバースの西380km、キャンガーンの東30kmに存在する。

## 歴史
かつてペルシア湾はアラビア海を経由してアラビア半島とインドを往来する船舶の航路となっていた。ダウ船などの小型の船舶も海岸の近くを航行して陸地を視認できる状態を保つことで、長期の航海ができるようになっていた。シーラーフの発掘調査に参加した考古学者の一人であるデイヴィッド・ホワイトハウスによると、消耗品と奢侈品の交易が広範囲に拡大したため、シーラーフを起点としてペルシア湾と極東地域の海洋交易が盛んになったと説明されている。185年頃にシーラーフと中国の間に最初の交流があったと推定されている。初期のシーラーフはサーサーン朝のアラビア半島進出の拠点として利用されたと考えられており、ホワイトハウスによってシャープール2世の治世に建設された城塞・周壁の跡が発掘された。また、ホワイトハウスの調査によってシーラーフで最古のモスクが建立された年代は9世紀にさかのぼることが確認され、町の近郊でパルティアとサーサーン朝時代の遺跡が発見されている。
サーサーン朝滅亡後もシーラーフはバスラ、ウブッラ、ソハールなどのペルシア湾沿岸の都市と交流を持ち、インド、東アフリカ、東南アジア、中国とインド洋交易の活性化に伴ってペルシア湾の主要な港湾の地位は、シャットゥルアラブ川河口のバスラから湾北中央部のシーラーフへと移る。アッバース朝時代のシーラーフはバスラやウブッラなどの都市とともに海上交易の拠点として繁栄を謳歌していた。シーラーフ商人は織物類、金属製品、鉄鋼を輸出し、中国の絹やインドの香辛料を輸入して利益を上げていた。アラビア半島沿岸を経由してジッダに到達するルート、東アフリカのカンバルー（ペンバ島）とスファーラを目的地とするルート、インド西海岸とセイロン島を経て広東に到達するルートが、9世紀から10世紀にかけてシーラーフ商人が利用した主要な交易路となっていた。シーラーフではナーホダーと呼ばれる船舶経営の責任者の下で船団が編成され、彼らはインド洋世界の海運、商取引、シーラーフ商人の居留地間の交易で重要な役割を果たしていた。中国の泉州には「尸羅圍」「施那幃」という商人が居住していたが、彼らの呼び名は出身地であるシーラーフを音写したものだと考えられている。
町にはイスラム教徒以外にユダヤ人、ネストリウス派のキリスト教徒、ゾロアスター教徒、ヒンドゥー教徒が集まり、出身地もアラブ、イラン、インド、東アフリカのザンジバルと多岐にわたっていた。往時のシーラーフはバンダレ・ターヒリー、バンダレ・キャンガーン、Bandar-e-Dayerの3つの港を統制下に置いていた。地理学者のイブン・ハウカルは10世紀前半のシーラーフについて、インド産のチーク材とザンジバル産の木材で作られた複数階建ての建物が並ぶ町の様子と、建築物に多額の投資を惜しまない商人について書き残している。また、デイヴィッド・ホワイトハウスによって、シーラーフの遺跡に存在する多くの小さなモスクに囲まれた会衆モスクの遺構が発見されている。
シーラーフが過去の交易活動で果たした歴史的重要性は、いくつかの出土品によって示されている。過去に実施された発掘調査では、東アフリカ産の象牙、インド産の石の破片、アフガニスタンのラピスラズリといったものが出土している。シーラーフが抱えていた他国の顧客には後期チャールキヤ朝の統治下に置かれていた南インドの商人も含まれ、商用でシーラーフを訪れたインド商人は町の有力な商人から歓待を受けていた。シーラーフにおけるインド商人の重要性は、彼らのために食事用の皿が予約されたという記録によって示されている。シーラーフでは海外の居留地に出荷する陶器、繊維織物、ガラス、皮革染色、真珠装身具などの加工・製造も盛んで、10世紀後半に起きた地震によって町が衰退した後も陶器製品と皮革は重要な産業であり続けた。1960年代から1970年代にかけてホワイトハウスの調査隊によって発見された16,000超の出土品の大部分は、ロンドンの大英博物館に保管されている。
10世紀初頭のイスラーム世界の勢力図の変動、918年/919年のシーラーフ船団の海難事故によって町を取り巻く状況は変化し、10世紀半ば以降のシーラーフには退廃・無気力の空気が流れていた。10世紀半ばにブワイフ朝の支配下に入ったシーラーフは収入が大幅に増加するが町は次第に衰退していき、住民はソハールなどの他のペルシア湾沿岸の都市に移住した。ヒジュラ暦366年（976年/977年）もしくは367年（977年/978年）に起きた地震によってシーラーフは破壊され、その後町は再建されたものの、港が砂で埋め尽くされたために港湾都市の機能を喪失する。イラク方面の政変、中央アジアのサーマーン朝の滅亡によって、シーラーフは海上、中央アジアに向かう内陸の交易ルートを失い、住民は海外に形成された居留地に移住した。町の衰退が引き起こした人間の移動によって、東アフリカ沿岸のスワヒリ都市にはシーラーフ出身の移民のネットワークが形成された。やがてペルシア湾上のキーシュ島がシーラーフに取って代わって交易の拠点となる。
13世紀に地理学者ヤークートが訪れた当時のシーラーフは廃墟になっており、モスクだけが残されていた。当時の住民の多くは手工業に従事し、移住者の中にはシーラーフと連絡を取り続けて町で生産された手工芸品を転売する者もいた。
シーラーフの遺跡は世界遺産に登録されていないものの、将来に向けた保存・維持の必要性が唱えられている。

## 翻訳元記事参考文献
- Nilakanta Sastri, K.A. (1955). A History of South India, OUP, New Delhi (Reprinted 2002) ISBN 0-19-560686-8.